# Criotettix longipennis
Criotettix longipennis är en insektsart som beskrevs av Liang 2002. Criotettix longipennis ingår i släktet Criotettix och familjen torngräshoppor. Inga underarter finns listade i Catalogue of Life.